# Gullholmens distrikt
Gullholmens distrikt är ett distrikt i Orusts kommun och Västra Götalands län. 
Distriktet ligger på öar väster om Orust. 

## Tidigare administrativ tillhörighet
Distriktet inrättades 2016 och utgörs av socknen Gullholmen i Orusts kommun.
Området motsvarar den omfattning Gullholmens församling hade vid årsskiftet 1999/2000.